# Montreuil-sur-Barse
Montreuil-sur-Barse település Franciaországban, Aube megyében. Lakosainak száma 291 fő (2022. január 1.). Montreuil-sur-Barse Briel-sur-Barse, Chauffour-lès-Bailly, Fresnoy-le-Château, Lusigny-sur-Barse, Marolles-lès-Bailly, Montiéramey és Villemoyenne községekkel határos.

## Népesség
A település népessége az elmúlt években az alábbi módon változott:
| Lakosok száma | 203  | 222  | 271  | 277  | 316  | 307  | 298  | 291  | 287  | 291  |
|               | 1968 | 1982 | 1990 | 2006 | 2013 | 2015 | 2017 | 2019 | 2020 | 2022 |